# Zacharie Astruc
Pour les articles homonymes, voir Astruc.
 (avril 2010).
Si vous disposez d'ouvrages ou d'articles de référence ou si vous connaissez des sites web de qualité traitant du thème abordé ici, merci de compléter l'article en donnant les références utiles à sa vérifiabilité et en les liant à la section « Notes et références ».
Zacharie Astruc né le 23 février 1833 à Angers et mort le 24 mai 1907 à Paris, est un critique d'art, poète, peintre, sculpteur et collectionneur français.

## Biographie
Zacharie Astruc naît le 23 février 1833 à Angers, en Maine-et-Loire. En 1851, âgé de 18 ans, il commence à Lille une carrière de journaliste, en rédigeant pour la presse locale (L'Abeille lilloise et L'Écho du Nord). Dès 1852, il gagne Paris et s'oriente vers la critique d'art, publiant son premier essai en 1859, Les Quatorze Stations du Salon (préfacé par George Sand et postfacé par Victor Hugo). Il se lie avec de nombreux artistes, principalement dans le mouvement réaliste :  Henri Fantin-Latour, Alphonse Legros, Édouard Manet... Il forge en particulier une relation solide avec le Carolus-Duran (qui est d'ailleurs son colocataire parisien en 1855, lorsque le peintre lillois arrive à Paris).
Astruc participe activement à la vie culturelle parisienne de la deuxième moitié du XIXe siècle, se posant en partisan d'un renouveau vers une peinture plus moderne. En 1867, avec neuf autres artistes, il fonde la Société japonaise du Jinglar, visant à promouvoir le mouvement du japonisme.
Zacharie Astruc commence une carrière picturale à la fin des années 1860, tout d'abord comme peintre (principalement des aquarelles) puis progressivement comme sculpteur. À partir de 1869, il expose quasiment tous les ans au Salon de peinture et de sculpture (et, après 1880, à son successeur, le Salon des artistes français). Comme critique, il défend les futurs peintres impressionnistes et participe comme artiste à la Première exposition des peintres impressionnistes en 1874 (il ne participe cependant à aucune édition ultérieure).
En parallèle, dès la fin des années 1850, Astruc est un collectionneur d'art. En 1878, la vente d'une partie de sa collection à l'hôtel Drouot en fait apparaître l'éclectisme : peintures classiques (écoles française, espagnole, anglaise, flamande et hollandaise), peintures contemporaines, art japonais, sculptures, meubles, etc.,
Zacharie Astruc meurt le 24 mai 1907 à Paris. Il est enterré au cimetière du Montparnasse (22e division) ; son tombeau est l'œuvre du sculpteur Raymond Sudre.

## Distinctions
- Chevalier de la Légion d'honneur

## Œuvres
Parmi les œuvres de Zacharie Astruc dans les collections publiques françaises, on peut citer :
- Angers, musée des Beaux-Arts :
  - François Rabelais (plâtre)
  - Isabelle Astruc (bronze, 1877)
  - Madame Astruc en espagnole (plâtre, vers 1878)
  - Masques pour Le Marchand de masques (plâtre, vers 1883[5])
  - Portrait en buste de Manet (plâtre, vers 1883)
- Bernay, musée des Beaux-Arts : Le Repos de Prométhée (plâtre)
- Évreux, musée d'Évreux : Intérieur parisien (1874, aquarelle, exposée lors de la première exposition des peintres impressionnistes en 1874)
- Paris :
  - Jardin du Luxembourg : Le Marchand de masques (1883, statue en bronze). On y reconnait les masques de Victor Hugo, Léon Gambetta, Alexandre Dumas fils, Eugène Delacroix, Jean-Baptiste Carpeaux, Camille Corot, Hector Berlioz, Jean-Baptiste Faure, Honoré de Balzac, Jules Barbey d'Aurevilly.
  - Musée du Louvre, département des arts graphiques : Roses négligemment jetées sur un vase (aquarelle)
  - Musée d'Orsay : Masque de Balzac (bronze, étude pour le Marchand de masques)
- Pau, musée des Beaux-Arts : Scène de rue à Cuenca (1873)
- Saint-Denis, maison d'éducation de la Légion d'honneur : Blanche de Castille (1984, statue en marbre[6])
- Villejuif, centre hospitalier Paul-Guiraud : Le Repos de Prométhée, marbre, 1906[7]

Quelques œuvres de Zacharie Astruc
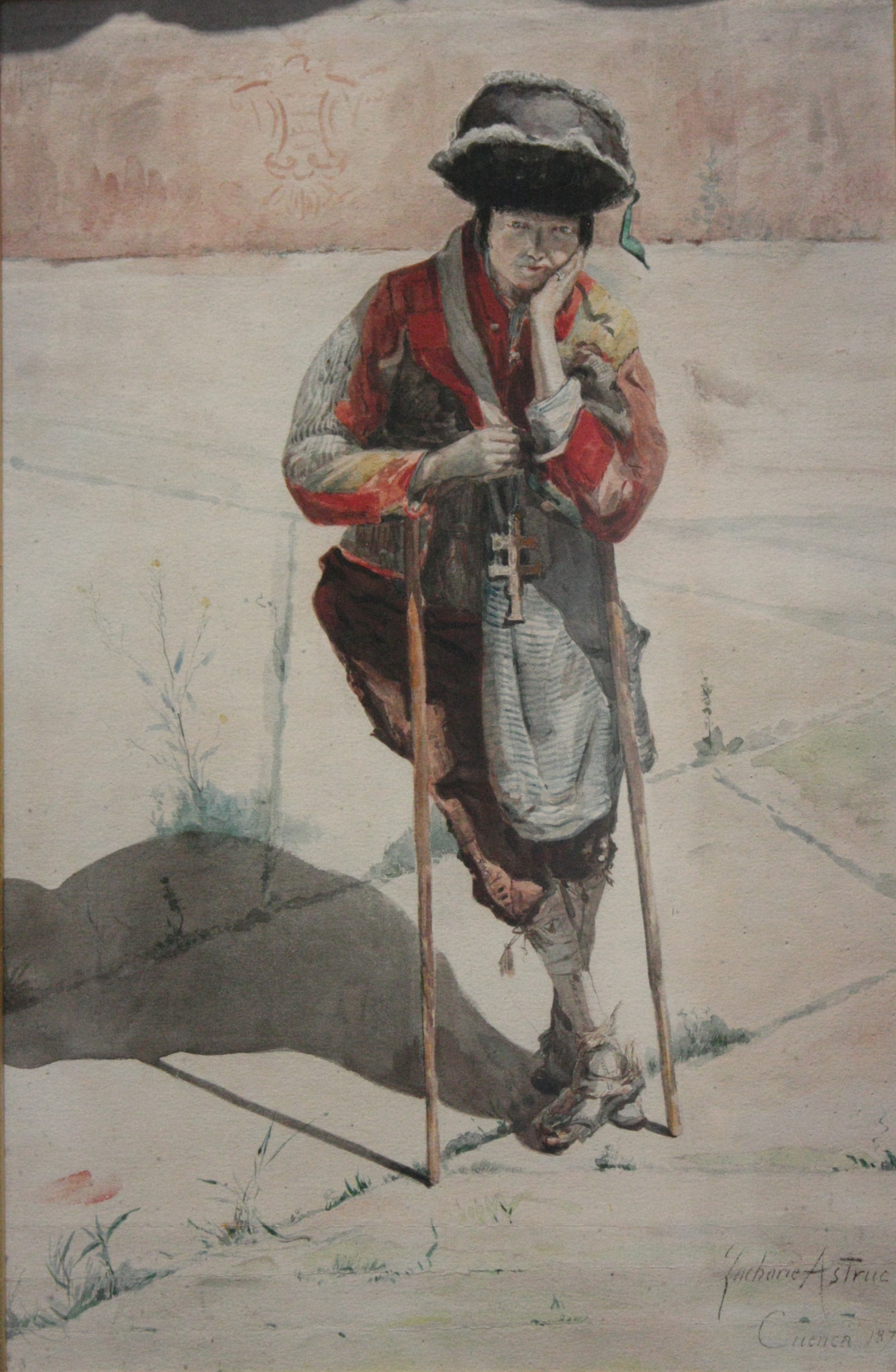
Scène de rue à Cuenca (1873, musée des Beaux-Arts de Pau)
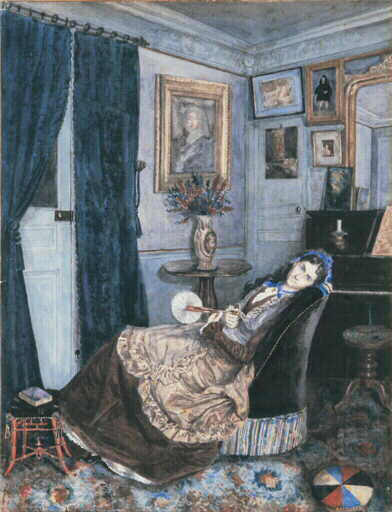
Intérieur parisien (1874, musée d'Évreux)
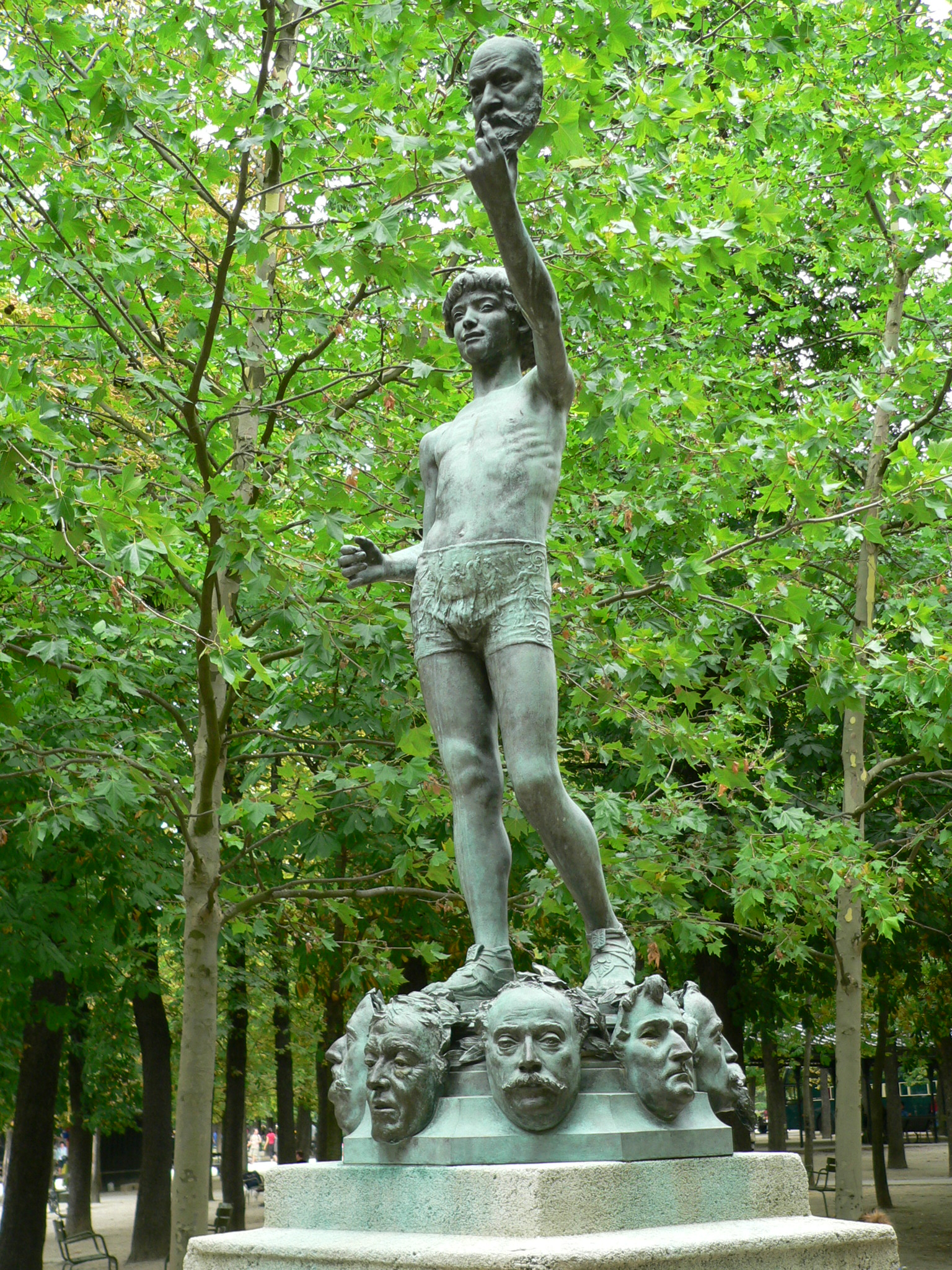
Le Marchand de masques (1883, Paris, jardin du Luxembourg)
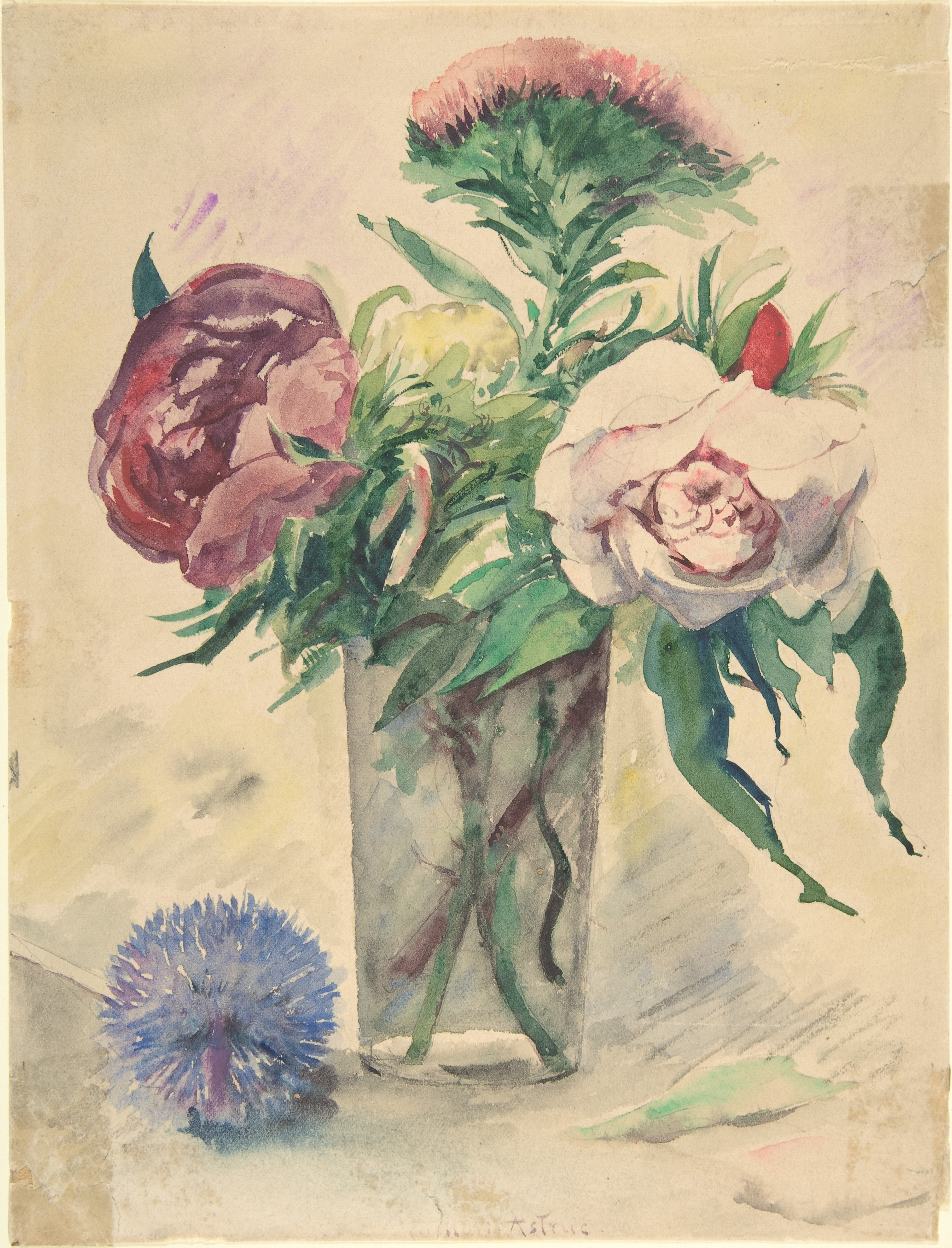
Fleurs dans un vase (entre 1884 et 1904, New York, Metropolitan Museum of Art)
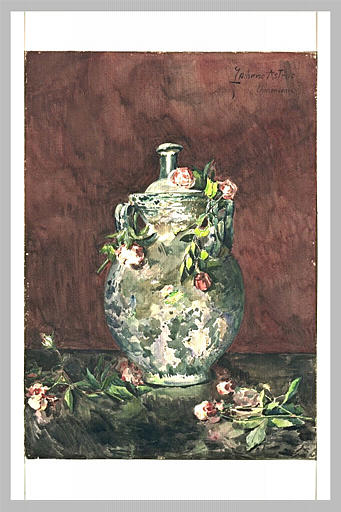
Roses négligemment jetées sur un vase (Paris, musée du Louvre)

## Publications
- Zacharie Astruc (préf. George Sand), Les Quatorze Stations du Salon : suivies d'un Récit douloureux, Paris, Poulet-Malassis et de Broise, 1859 (lire en ligne)
- Zacharie Astruc, Le Salon intime : Exposition au boulevard des Italiens, Paris, Poulet-Malassis et de Broise, 1860 (lire en ligne)
- Zacharie Astruc, Les Alhambras, Paris, Librairie Henri Leclerc, 1908

## Portraits
De nombreux peintres ont peint le portrait de Zacharie Astruc, comme Frédéric Bazille, Félix Bracquemond, Carolus-Duran, Fernand Desmoulin, Henri Fantin-Latour, Alphonse Legros, Édouard Manet, James Whistler. Fantin-Latour le fait figurer sur son tableau, Un atelier aux Batignolles (1870, Paris, musée d'Orsay), où il est assis à côté de Manet.

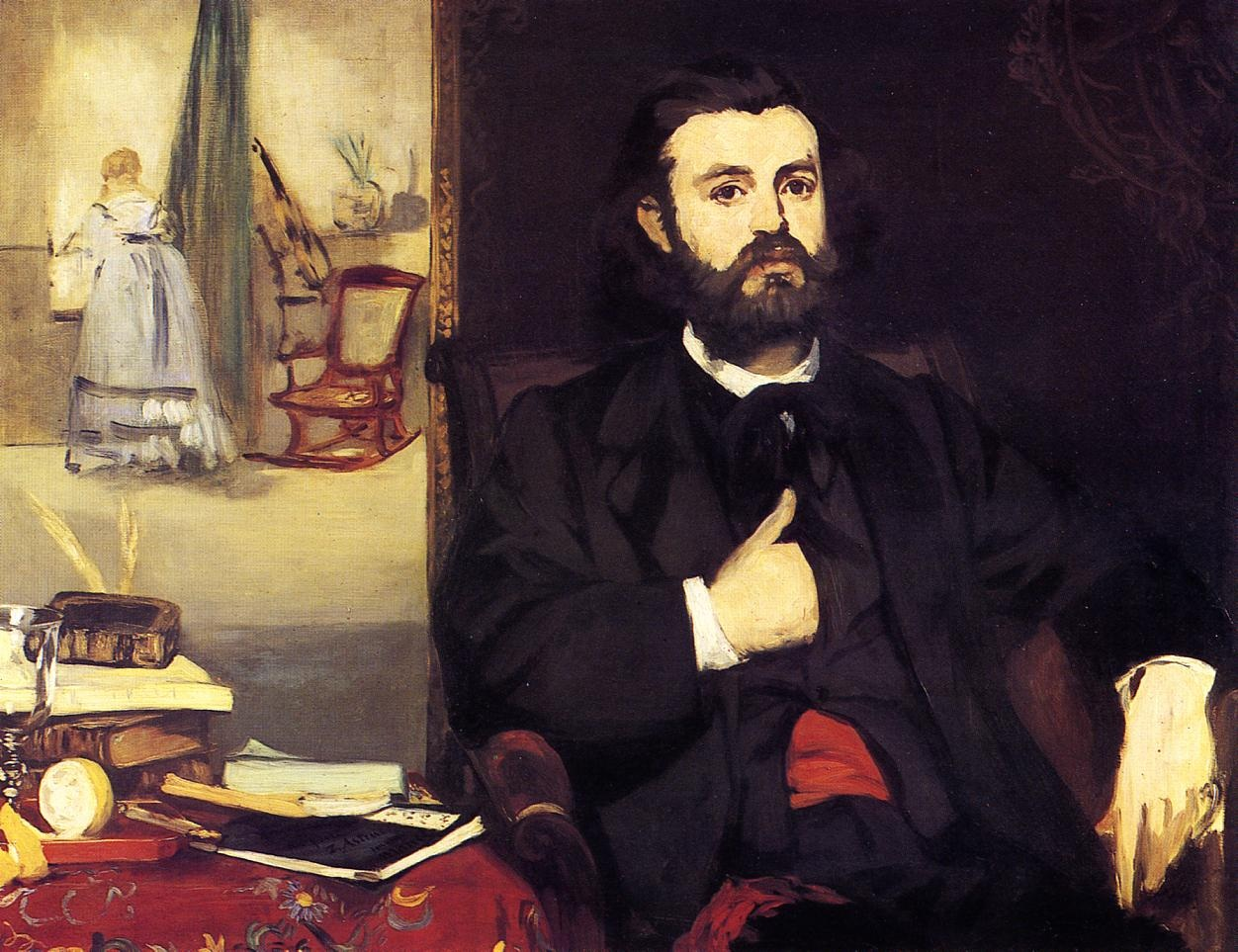
Édouard Manet, Portrait du poète Zacharie Astruc (1866)
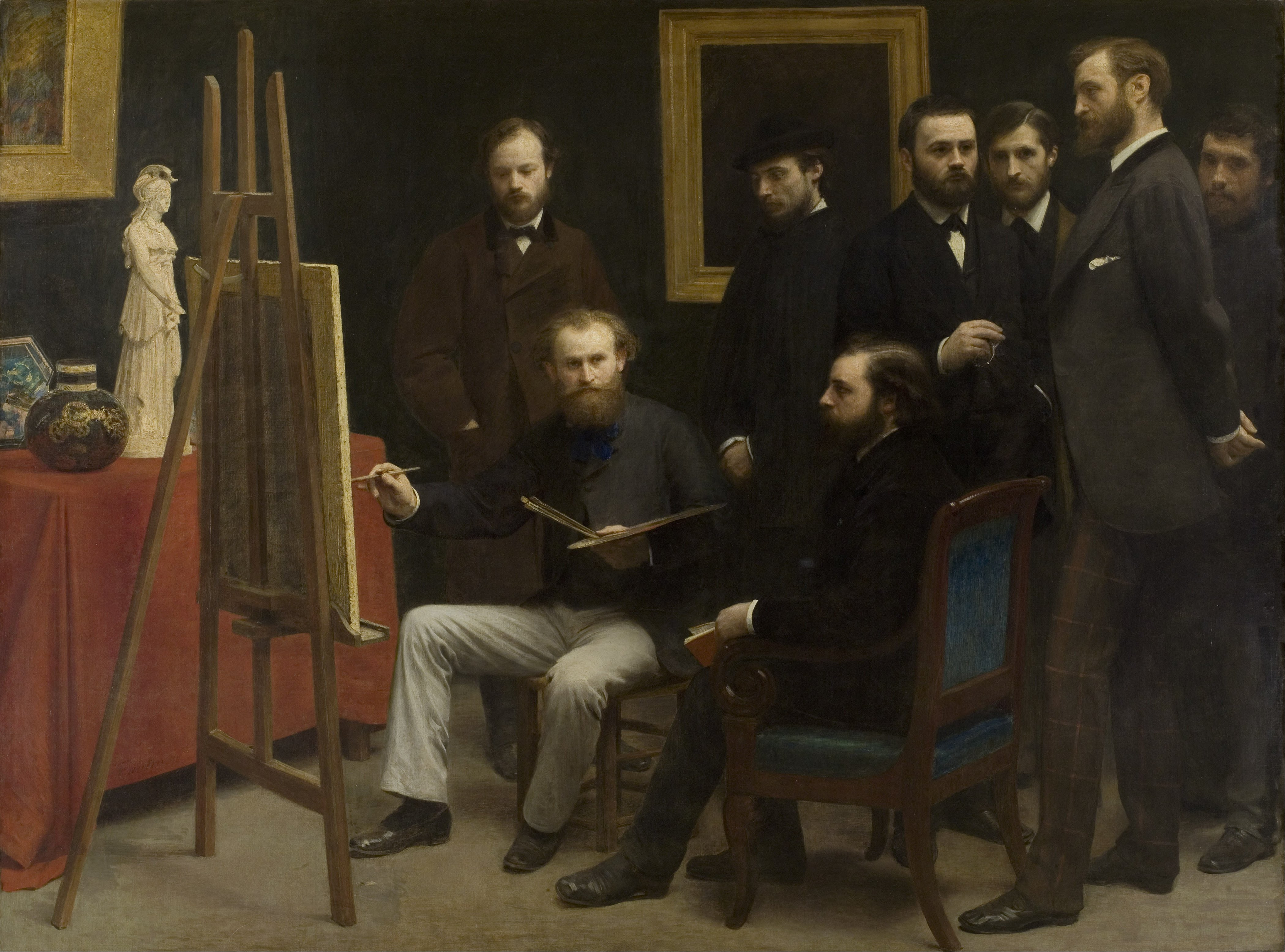
Henri Fantin-Latour, Un atelier aux Batignolles (1870)